# Nigerycyna
Nigerycyna – organiczny związek chemiczny, antybiotyk jonoforowy wyizolowany ze Streptomyces hygroscopicus w latach 50. XX wieku. W 1968 roku jej struktura została poznana dzięki krystalografii rentgenowskiej. Struktura i właściwości nigerycyny są podobne monenzyny. Komercyjnie otrzymywana jest jako produkt uboczny lub zanieczyszczenie przy fermentacji geldanamycyny. Selektywnie kompleksuje kationy K+, H+ i Pb2+. Najczęściej jest antyporterem K+ i H+. W przeszłości była stosowana jako antybiotyk przeciw bakteriom Gram-dodatnim. Inhibuje funkcje aparatu Golgiego w komórkach eukariotycznych. Wykazuje także działanie anty-HIV.